# جوزف مارخال
جوزف مارخال (انگلیسی: Joseph Maréchal؛ ۱ ژوئیه ۱۸۷۸ – ۱۱ دسامبر ۱۹۴۴) کشیش کاتولیک انجمن عیسی، و فیلسوف اهل بلژیک بود.